# Dziczek
Dziczek (niem. Vorderer Sauberg) – szczyt (732 m n.p.m.) w południowo-zachodniej Polsce, w Sudetach Środkowych.
Szczyt położony w środkowej części Gór Sowich, zbudowany z prekambryjskich paragnejsów i migmatytów, porośnięty lasem świerkowo-bukowym. 